# Russula
Russula é um género de fungos da família dos Russuláceos, que abarca cerca de 750 espécies. As espécies do género Russula, são comummente conhecida como rússulas.
Estas espécies são razoavelmente comuns em todo o mundo, apresentando dimensões consideráveis e colorações garridas, o que torna o género das rússulas num dos mais facilmente identificáveis pelos micologistas e colectores de cogumelos.
As características mais distintivas das espécies deste género, são:
- a esporada de coloração que alterna entre o branco e amarelo-escuro;
- a frágeis lâminas brancas;
- e a ausência dos tecidos do véu parcial ou véu universal no estipe.

Este género foi descrito por Christian Hendrik Persoon em 1796.

## Etimologia
O nome genérico, Russula, provém do étimo latino clássico, russŭlus, e significa «avermelhado». 

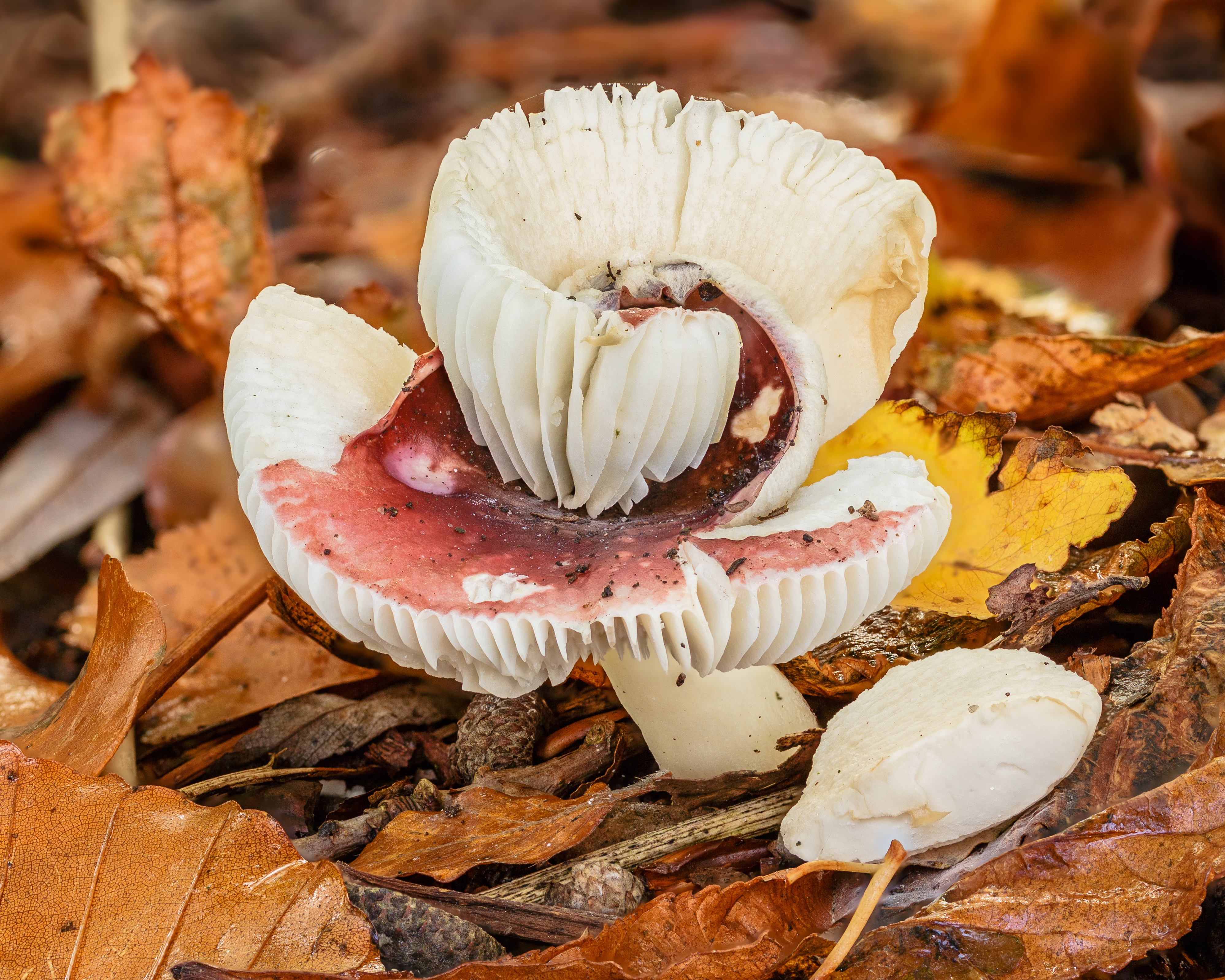
Russula de formato estranho em declínio.

## Identificação
Tal como o género Lactarius, as rússulas têm uma carne de consistência distintiva, a qual se reflete na aparência das lâminas e do estipe e que, normalmente, as tornam imediatamente identificáveis. Salvo nalgumas espécies, as lamelas são frágeis, não podendo por isso ser dobradas paralelamente ao chapéu sem que se partam. A esporada das rússulas apresenta uma coloração que varia do branco ao creme, podendo, nalguns casos, assumir uma coloração alaranjada.
Pese embora seja relativamente fácil identificar um espécime pertencente ao género das Russulas, é, em todo o caso, um desafio significativo distinguir as espécies espécies de rússulas, entre si.
O género das Rússulas é constituído por mais de 200 espécies, muitas das quais comestíveis, porém a sua identificação não é fácil de se realizar, atendendo apenas à caracterização morfológica macroscópica e ao sabor da carne no momento da colheita.

Por conseguinte, em muitos casos, só é possível uma identificação segura com o recurso ao ensaio de reacções químicas e da observação de caracteres microscópicos. Por esse motivo, recomenda-se especial cuidado e atenção aos colectores de cogumelos.

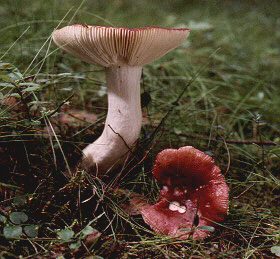
Russula emetica

As seguintes características são frequentemente importantes na identificação das espécies individuais:
- a cor exata do pó do esporo (branco/creme/ocre),
- o sabor (suave/amargo/picante),
- mudanças de cor na carne,
- a distância do centro até aonde o revestimento do chapéu pode ser puxada para fora,
- cor do chapéu (embora a cor possa ser variável na mesma espécie),
- reação da carne para sulfato de ferro (FeSO4), formalina, alcaninos, e outros compostos,
- ornamentação dos esporos, e
- outras características microscópicas, como a aparência da cystidia em várias misturas de reagentes.

## Toxicidade
O principal padrão de toxicidade visto entre espécies de Russula tem sido de sintomas gastrointestinais naqueles com um sabor amargo, quando comidos crus ou mal cozidos, muitos desses são espécies de chapéu vermelho como a R. emetica, R. sardonia e R. nobilis. Porém, também houve casos registados de rabdomiólise, após o consumo de R. subnigricans em Taiwan. Houve vários princípios ativos que foram isolados; um designado russuphelin A por investigadores no Japão.

## Espécies
- Russula cyanoxantha - uma das maiores espécies, com coloração variada, podendo alternar entre o violeta-lilás, violeta-avermelhado, por vezes mesclado ou com nuances verdes, cinzentas e castanhas; carne de cor branca uniforme e textura densa; as lâminas possuem um tacto  gorduroso ou ceroso.[2]
- Russula emetica - tão apimentado que pode ser seco e pulverizados para fazer um substituto para pimenta chilli.
- Russula subnigricans - um cogumelo venenoso causador de rabdomiólise em Taiwan.
- Russula virescens - um excelente cogumelo, facilmente reconhecível pela verde e distintiva cutícula fendida do chapéu;
- Russula xerampelina - uma rússula que cheira e tem sabor parecido com camarão ou frutos do mar;

## Ligações Externas
- Russulales News
- Gênero Russula no Mushroom Expert.com